# Кванера Гейз
Кванера Гейз (англ. Quanera Hayes; * 7 березня 1992) — американська легкоатлетка, спринтерка, спеціальністю якої є біг на 400 метрів, чемпіонка світу в естафеті, чемпіонка та призерка чемпіонатів світу під дахом.
Переможниця Діамантової ліги сезону-2021 у бігу на 400 метрів.

## Особисті рекорди
На стадіоні
- 200 м — 23.29 (-0.5 м/с, Шарлотт, 2015)
- 400 м — 49.72 (Сакраменто, 2017)

В приміщенні
- 60 м — 7.34 (Клемсон, 2017)
- 200 м — 23.30 (Бостон, 2016)
- 300 м — 35.71 (рекорд США, Клемсон, 2017)
- 400 м — 51.09 (Портленд, 2016)